# 吳紹澍
吳紹澍（1906年—1976年6月26日），字雨聲（雨生），江蘇省華亭縣（今上海市金山区枫泾镇）人，中國政治人物。

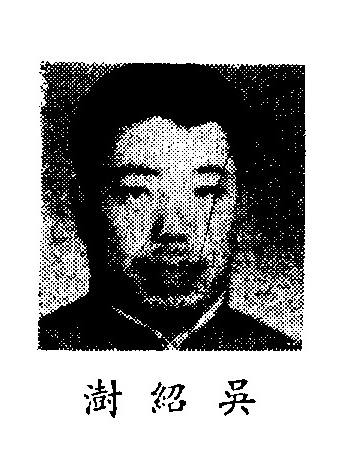
出席制憲國民大會的吳紹澍

## 生平
1922年（民国十一年），入上海法政大学学习，其间加入中国国民党，并与史良等人参加「反帝反军阀」的学生运动。大学毕业之后，任职于中国国民党南京市党部。1934年（民国二十三年），任中国国民党汉口市党部委员，出席了中国国民党第五次全国代表大会。1938年（民国二十七年）夏，经过朱家骅推荐，出任三青团武汉支团筹备干事。同年秋，日军占领武汉，经长沙、桂林赴重庆。
1939年（民国二十八年）春，在中国国民党中央训练团受训一个月。同年夏，奉中国国民党中央党部派遣，回到日军占领下的上海，筹建中国国民党上海市党部及三青团上海支团部，随后被任命为中国国民党上海市党部主任委员、三青团上海支团部干事长。同时，他还兼任中国国民党中央宣传部东南战地宣传办事处主任，为中国国民党从事地下活动，接应并护送出入日本占领区的中国国民党军政人员及记者，搜集日伪方面的情报，派员渗透到日本占领区，制裁投靠日本的汉奸。1941年（民国三十年）秋，又被任命为国民政府监察院江苏监察使，任内秉公惩处了宜兴县、溧阳县、高淳县的贪官污吏。在上海活动期间，多次遭到日伪特务搜捕，本人未遇难，但其三个子女及胞姐吴颖彰被抓入日本宪兵队，其次子遭受拷打而致残，不久便夭折。
抗日战争胜利后，一度同时兼任中国国民党上海市政治、军事特派员，中国国民党上海市党部主任委员，三青团上海支团部干事长，监察院江苏监察使，国民政府立法院立法委员，上海市副市长、代理市长，上海市社会局局长等八个要职。但随后在国民政府接收日伪机关及汉奸敌产的过程中，与军统领导人戴笠之间矛盾激化，开展“劫收”争夺战。由此，其上海市副市长及中国国民党上海市党部主任委员之职先后被撤销。

1946年（民国三十五年）起，在上海创办《正言报》，自任社长。1948年（民国三十七年）10月1日，借罢工领袖王孝和被处决事件，请范锡品撰写了社论《不要再制造第二个王孝和了》，文章抨击了國民黨執政下的政治及经济制度，政府对该社论极其不满，10月12日，《正言报》遭到政府查封。1948年10月，经同窗好友史良帮助，与中共上海地下党领导人吴克坚建立联系，表示自己愿追随中国共产党，帮助上海解放。吴克坚对其的这一行动表示赞赏。此后，策反上海市保安警察第二总队，到1948年5月，动员保安警察第二总队司令王锐含投共的工作获得成功。
1949年（民国三十八年）3月，获悉军统领导人毛森已经下密令搜捕史良，乃冒险接应史良脱险。1949年4月20日，中国人民解放军在渡江战役中渡过长江后，毛森下令搜捕吳，并命令一经查获，就地格杀。在中共地下党帮助下隐蔽。5月24日深夜，王锐含率部在沪西万国公墓地区投共，引导中国人民解放军长驱直入上海市区，首面红旗插上了国际饭店顶端，从而宣告上海解放。

中国人民解放军占领上海后，协助中国人民解放军上海市军事管制委员会办理敌产及各类档案材料接收，并且将《正言报》社的全部机器设备献给中共政府。1949年9月，中共中央政治局委员、书记处书记周恩来电邀其赴北京。1950年1月，到达北京，在中央人民政府交通部（1954年改为中华人民共和国交通部）参事室任职，并当选全国政协委员。1957年，被打成“右派分子”，1962年摘除“右派分子”帽子但仍被囚禁。

與妻沈润芳都为基督徒，共生有三子。 

文革時期遭受迫害，1976年6月26日，在北京一監獄病逝，享年70岁。中共十一届三中全会后，获得平反。其骨灰安放在八宝山革命公墓。

## 任職[2][3]
- 東吳大學社會學系
- 中央訓練團一等班
- 1929－1930，國立曁南大學訓育委員
- 1931－1932，平漢鐵路管理局公益課課長
- 1932－1933，鐵道部科長
- 1933－1935，漢口特別市黨部執行委員
- 1935年，中國國民黨第五次全國代表大會出席代表
- 1935－1937，中國國民黨中央民衆訓練部指導處處長
- 1935-1937年，交通部職工事務委員會主任委員
- 1937－1938，軍事委員會第六處少將處長
- 1938－1940，中宣部宣傳委員
- 1938年，三民主義靑年團武漢支團部籌備主任
- 監察院江蘇監察區監察使
- 1938年，漢口分社三民主義青年團代理總書記兼秘書長
- 1939年，三民主義青年團上海辦事處組織辦公室主任
- 1942－1945年，江西地區控制園專員
- 1945年，中國國民黨第六次全國代表大會上海市代表
- 1945年，中國國民黨第六屆中央執行委員
- 中國國民黨上海特別市黨部組織部指導科主任
- 中國國民黨南京市黨部秘書
- 中國國民黨上海市黨部主任委員
- 行政院上海市政治特派員
- 軍事委員會上海市軍事特派員
- 上海副市長，兼社會局長
- 三民主義靑年團上海支團部幹事長